# Seid umschlungen Millionen
Seid umschlungen Millionen (Embrassez-vous, par millions !) est une valse de Johann Strauss II (op. 443). L'œuvre est composée en 1892 et créée le 27 mars 1893 dans la salle de concert de la Musikvereins. Elle est dédiée au compositeur Johannes Brahms.

## Histoire
Avant même la première de son opéra Ritter Pásmán, Johann Strauss décide de consacrer une valse à son ami et collègue musicien Johannes Brahms. Le titre vient de l'Ode à la joie de Friedrich Schiller, dont le début, Freude schöner Götterfunken, a également été mis en musique par Ludwig van Beethoven comme chœur final de sa neuvième symphonie.
La valse est à l'origine destinée à un bal de journalistes à Berlin, organisé par Julius Stettenheim, un ami de Strauss. C'est ce dernier qui a l'idée de nommer la valse d'après la citation de Schiller. Cependant, il n'a pas pu réaliser le projet d'une première à Berlin, car le compositeur avait déjà promis à la princesse Pauline von Metternich qu'il créerait l'œuvre lors d'une exposition internationale de musique et de théâtre qu'elle organiserait. Mais ce souhait ne s'est pas réalisé car Strauss n'apprécie pas que son orchestre ne soit pas censé jouer cette première.
Finalement, l'œuvre est interprétée pour la première fois le 27 mars 1893 avec l'orchestre de son frère Eduard dans la Musikvereins de Vienne. L'ensemble du processus conduit à une dispute entre Pauline Metternich et Strauss, qui refuse aussi d'écrire une composition d'opérette qu'elle avait demandée. Ce n'est que le 13 septembre que la valse est jouée lors de l'exposition de la princesse par l'Orchestre Strauss sous la direction d'Eduard. La valse est très bien accueillie et est jouée dans presque tous les concerts de l'orchestre de Strauss à cette époque. Aujourd’hui, l’œuvre n’est plus jouée qu'occasionnellement.

## Durée
Sa durée d'exécution est de 9 à 10 minutes. Elle peut varier selon l'interprétation musicale du chef d'orchestre.

## Postérité
La pièce est jouée lors du célèbre concert du nouvel an à Vienne : en  1950 et 1952 (Clemens Kraus) ; 1970 et 1976 (Willi Boskovsky) ; 1982 (Lorin Maazel) ; 1988 (Claudio Abbado) ; 2001 (Nikolaus Harnoncourt) ; 2014 (Daniel Barenboïm) ; 2020 (Andris Nelsons).